# 1040-ві
Початок Високого Середньовіччя •  Епоха вікінгів •  Золота доба ісламу •  Реконкіста •  Київська Русь

## Події
У Київській Русі впродовж десятиліття княжив Ярослав Мудрий. Він породичався із королівськими родинами Європи, одружив свою сестру Добронегу з королем Польщі Казимиром I Відновителем, дочку Анастасію з королем Угорщини Андрашем I, а дочку Анну з королем Франції Генріхом I. З 1043 по 1046 тривала війна між Київською Руссю та Візантією, яка розпочалася невдалим походом Володимира Ярославича на Константинополь. Війна завершилася укладенням миру та одруженням Всеволода Ярославича з донькою візантійського імператора Костянтина Мономаха.
Змінилися степові сусіди Київської Русі. Печеніги відійшли на захід, до кордонів із Візантією і оселилися на її території. Їхнє місце в степу зайняли половці.
1047 року польський король Казимир I Відновитель з допомогою Ярослава Мудрого здолав  Мецлава і відновив своє правління в Мазовії.
В Угорщині 1041 року внаслідок повстання до влади прийшов Аба Шамуель, змістивши П'єтро Орсеоло. Війська імператора Священної Римської імперії Генріха III допомогли Орсеоло повернути собі трон, але нове повстання знову скинуло його. Королем Угорщини став Андраш I.
У Візантії після смерті Михайла IV Пафлагонського василевсом 1041 року став Михайло V Калафат. Його спроба заслати імператрицю Зою у монастир викликала народний бунт. Як наслідок Зоя та її сестра Феодора повернулися на трон. Після одруження із Зоєю новим василевсом став Костянтин IX Мономах. Візантія на початку десятиліття вела успішну війну проти сарацинів на Сицилії. Однак, пізніше втратила частину своїх володінь на півдні Італії, де утвердилися норманські авантюристи. Імперія захопила Вірменію, поклавши край династії Багратідів, але під кінець десятиліття почалися перші сутички з турками-сельджуками. Візантійські війська дали відсіч нападові печенігів на Фракію, проте печеніги осіли на південь від Дунаю в межах візантійських володінь.
1042 року помер король Данії та Англії Хардекнуд. В Англії новим королем став Едуард Сповідник, а Магнус I Норвезький отримав Данію. Після смерті Магнуса 1047 року Норвегію очолив Гаральд III Суворий, а Данію Свейн II Данський.
Генріх III міцно тримав владу у Священній Римській імперії. Йому довелося часто втручатися в справи церкви. У Римі часто мінялися папи. Бенедикт IX ставав папою тричі. 1044 року римляни прогнали його й обрали новим понтифіком Сильвестра III. Генріх III повернув йому тіару, але він поступився понтифікатом за гроші Григорію VI. Генріх III втрутився й позбавив тіари їх обох. Новим папою став Климент II, який офіційно коронував Генріха імператором. Наступного року Климент II помер, і Бенедикт IX захопив понтифікат утретє. 1048 року Генріх III вигнав його з Рима. Новим папою став Дамасій II. 1049 року, після смерті Дамасія, новий папа Лев IX почав енергійно зміцнювати владу й авторитет понтифіка, провів у Реймсі собор, який засудив симонію.
Почався процес переселення арабів бедуїнів із Єгипту в Магриб, що призвело до його арабізації за рахунок місцевого берберського населення. Продовжувався рух сельджуків на захід з Хорасану в Межиріччя й далі до кордонів із Візантією.
У Китаї продовжувалося правління династії Сун, якій, втім доводилося платити відкуп киданям із Ляо та тангутам із Західної Ся. Китайський коваль Бі Шен винайшов друкарський верстат із набірним шрифтом.